# 岐阜市柳津地域事務所
岐阜市柳津地域事務所（ぎふしやないづちいきじむしょ）とは、岐阜県岐阜市にある公共施設。
岐阜市役所の出先機関の一つであり、「岐阜市役所柳津地域事務所」「柳津地域事務所」とも称する。

## 概要
2006年（平成18年）1月1日、羽島郡柳津町が岐阜市に編入され、柳津地域自治区が設置されたことにより「岐阜市柳津地域振興事務所」として設置された。
2016年（平成28年）3月31日の柳津地域自治区の廃止に伴い、岐阜市柳津地域事務所に改称している。
建物は旧・柳津町役場庁舎を転用し、主な建物は本庁舎（1970年（昭和45年）建築。鉄筋コンクリート造2階建。延床面積1,820㎡）、第2庁舎（1986年（昭和61年）建築。鉄骨ALC造2階建。延床面積517㎡）などがある。
一部の業務は複合施設の「岐阜市もえぎの里」内の佐波連絡所でも行っている。

## 業務時間
- 月曜日から金曜日の9時から17時
  - 土曜日・日曜日・祝日・年末年始を除く。

## 業務内容
2016年（平成28年）までは税金の収納、国民健康保険料の収納、原付、小型特殊自動車の登録及び廃車の取り次ぎ、犬の登録などを行っていたが、柳津地域自治区の廃止に伴い、業務は縮小されている。
- 戸籍、住民基本台帳
- 印鑑登録事務
- 住基ネット窓口事務
- マイナンバーカード発行事務
- 税関係証明
- 国民健康保険
- 国民年金
- 転入学許可
- 埋火葬許可
- 介護保険
- 地域支援
- 予防接種

## 管轄地域
柳津町全域（柳津町石川蛙、柳津町梅松1-4丁目、柳津町蛙外、柳津町北塚1-5丁目、柳津町源葉南、柳津町栄町、柳津町仙右城、柳津町高桑堤外1-3丁目、柳津町西瀬外、柳津町蓮池1-6丁目、柳津町東瀬外、柳津町東塚1-5丁目、柳津町本郷1-5丁目、柳津町丸野1-5丁目、柳津町南塚1-5丁目、柳津町宮東1-3丁目、柳津町桃木原、柳津町流通センター1-3丁目、柳津町渡シ場、柳津町小熊町東小熊字乾外、柳津町上佐波1-5丁目、柳津町上佐波西1-9丁目、柳津町上佐波東1-3丁目、柳津町下佐波1-8丁目、柳津町下佐波西1-3丁目、柳津町高桑1-5丁目、柳津町高桑西1-5五丁目、柳津町高桑東1-3丁目、柳津町佐波、柳津町高）

## 所在地
- 岐阜市柳津町宮東1丁目1番地

## 公共交通機関
- 名鉄竹鼻線「柳津駅」下車、徒歩で約5分。
- 境川らくちゃんバス「柳津地域事務所」バス停より徒歩ですぐ。